# Поузивил (Индијана)
Поузивил (енгл. Poseyville) град је у америчкој савезној држави Индијана.

## Демографија
По попису из 2010. године број становника је 1.045, што је 142 (-12,0%) становника мање него 2000. године.
| Група             | 2000.         | 2010.         |
| Белци             | 1.176 (99,1%) | 1.032 (98,8%) |
| Афроамериканци    | 1 (0,1%)      | 0 (0,0%)      |
| Азијати           | 0 (0,0%)      | 2 (0,2%)      |
| Хиспаноамериканци | 0 (0,0%)      | 2 (0,2%)      |
| Укупно            | 1.187         | 1.045         |